# エド・ルシェ
エド・ルシェ（エドワード・ルシェ、Edward Ruscha, 1937年12月16日 - ）は、アメリカ合衆国の画家、現代美術のアーティスト。1960年代より、主に言葉と広告媒体のイメージを用い、コンセプチュアル・アートとしての特徴を持った絵画、写真、版画、映画などの製作を行っている。本人はそのように見られることを嫌っているが、缶詰のラベルなど、広告媒体のイメージを利用するため、ポップアートのアーティストとみなされることも多い。

## 生涯と作品
- 1937年、12月16日、ネブラスカ州のオマハに生まれる。
- 1941年、オクラホマ州のオクラホマシティに移住、同地にて幼少期を過ごす。
- 1956年、ロサンゼルスに移住。この年から1960年まで、ロサンゼルスのシュイナード美術大学（the Chouinard Art Institute）でアートを学ぶ。当初は商業美術の道を歩むつもりでいたようである。この時期にジャスパー・ジョーンズの絵画から影響を受けたといわれる。
- 1960年代の前半には、西海岸のポップアートのアート運動のなかで、絵画、コラージュ、版画での活動が知られる存在となる。
- 1962年、白黒写真によるアーティストの本、『26のガソリンスタンド』（"TwentySix Gasoline Stations"）を自費出版。以後1978年までに18冊のアーティストの本を出版。
- 1963年、ロサンゼルスのFerus Galleryで初個展。
- 1964年、白黒写真によるアーティストの本、『いろいろな小さい火』（"Various Small Fires"）を自費出版。
- 1966年、白黒写真によるアーティストの本、『サンセット大通りのすべての建物』（"Every Building on The Sunset Strip"）を自費出版。
- 1968年、カラー写真によるアーティストの本、『9つの水泳プール』（Nine Swimming Pools）を自費出版。
- 1982年、ホイットニー美術館などで回顧展。
- 1989年、ポンピドゥーセンターなどで回顧展。
- 1999年、ミネアポリスのウォーカーアートセンターなどで大規模な回顧展（The Complete Editions 1959-1999）。